# Калкасьє (парафія)
Шаблон:StateAbbr_ 30°14′ пн. ш. 93°22′ зх. д. / 30.23° пн. ш. 93.36° зх. д.
Округ Калкасьє (англ. Calcasieu Parish) — округ (парафія) у штаті Луїзіана, США. Ідентифікатор округу 22019.

## Історія
Парафія утворена 1840 року.

## Демографія
За даними перепису
2000 року
загальне населення округу становило 183577 осіб, зокрема міського населення було 142448, а сільського — 41129.
Серед мешканців округу чоловіків було 89326, а жінок — 94251. В окрузі було 68613 домогосподарства, 49034 родин, які мешкали в 75995 будинках.
Середній розмір родини становив 3,11.
Віковий розподіл населення поданий у таблиці:
| Стать    | До 15 років | 15-21 | 22-29 | 30-39 | 40-49 | 50-65 | 65-85 | Понад 85 |
| -------- | ----------- | ----- | ----- | ----- | ----- | ----- | ----- | -------- |
| Чоловіки | 21060       | 10370 | 9483  | 12749 | 13703 | 12954 | 8389  | 618      |
| Жінки    | 20021       | 10257 | 9781  | 13457 | 14134 | 13849 | 11162 | 1590     |

## Суміжні округи
- Борегард — північ
- Джефферсон-Девіс — схід
- Камерон — південь
- Орандж, Техас — захід
- Ньютон, Техас — північний захід

## Виноски
1. ↑  U.S. Decennial Census. United States Census Bureau. Архів оригіналу за 26 квітня 2015. Процитовано 27 серпня 2014.
2. ↑  Historical Census Browser. University of Virginia Library. Архів оригіналу за 12 грудня 2009. Процитовано 27 серпня 2014.
3. ↑  Population of Counties by Decennial Census: 1900 to 1990. United States Census Bureau. Архів оригіналу за 15 вересня 2014. Процитовано 27 серпня 2014.
4. ↑  Census 2000 PHC-T-4. Ranking Tables for Counties: 1990 and 2000 (PDF). United States Census Bureau. Архів оригіналу (PDF) за 18 грудня 2014. Процитовано 27 серпня 2014.
5. ↑  State & County QuickFacts. United States Census Bureau. Архів оригіналу за 7 липня 2011. Процитовано 20 серпня 2013.(англ.) Наведено за англійською вікіпедією.
6. ↑  Calcasieu Parish, Louisiana. United States Census Bureau. Архів оригіналу за 10 жовтня 2019. Процитовано 10 жовтня 2019.
7. ↑  American FactFinder. Бюро перепису населення США. Архів оригіналу за 29 липня 2011. Процитовано 31 січня 2008.

| США | Це незавершена стаття з географії США. Ви можете допомогти проєкту, виправивши або дописавши її. |